# Tr 14
Trumpler 14 (Tr 14) è un ammasso aperto con un diametro di 6 anni luce (1,8 pc), situato nelle regioni interne della Nebulosa della Carena, circa 2 753 parsec (8 980 al) dalla Terra. Insieme al vicino Trumpler 16, sono i principali gruppi dell'associazione stellare Arco della Carena, che è la più grande associazione nella Nebulosa della Carena, sebbene Trumpler 14 non sia massiccio o grande come Trumpler 16.
Sono state identificate circa 2 000 stelle in Trumpler 14, e la massa totale dell'ammasso è stimata essere 4300 M⊙.

## Età
È uno dei più giovani ammassi stellari noti, le stime vanno dai 300000 ai 500000 anni. Per fare un confronto, l'enorme superammasso stellare R136 ha circa 1 o 2 milioni di anni, e le famose Pleiadi hanno circa 115 milioni di anni.

## Membri
Grazie alla sua posizione all'interno delle parti interne della Nebulosa della Carena, Trumpler 14 è attualmente soggetto a una massiccia formazione stellare. Di conseguenza, l'ammasso mostra molte stelle di tipo spettrale dalla tarda O alla prima A, che sono molto massicce (almeno 10 M⊙), di vita breve e calde (20000 K). Il membro più luminoso è HD 93129, un sistema triplo costituito da tre stelle di classe O ciascuna. Inoltre contiene anche HD 93128, una stella di sequenza principale O3.5V((fc)) z estremamente calda e giovane.

## Evoluzione
Entro pochi milioni di anni, quando le sue stelle moriranno, si innescherà la formazione di stelle ricche di metallo ed entro poche centinaia di milioni di anni Trumpler 14 probabilmente si dissolverà.

## Galleria d'immagini

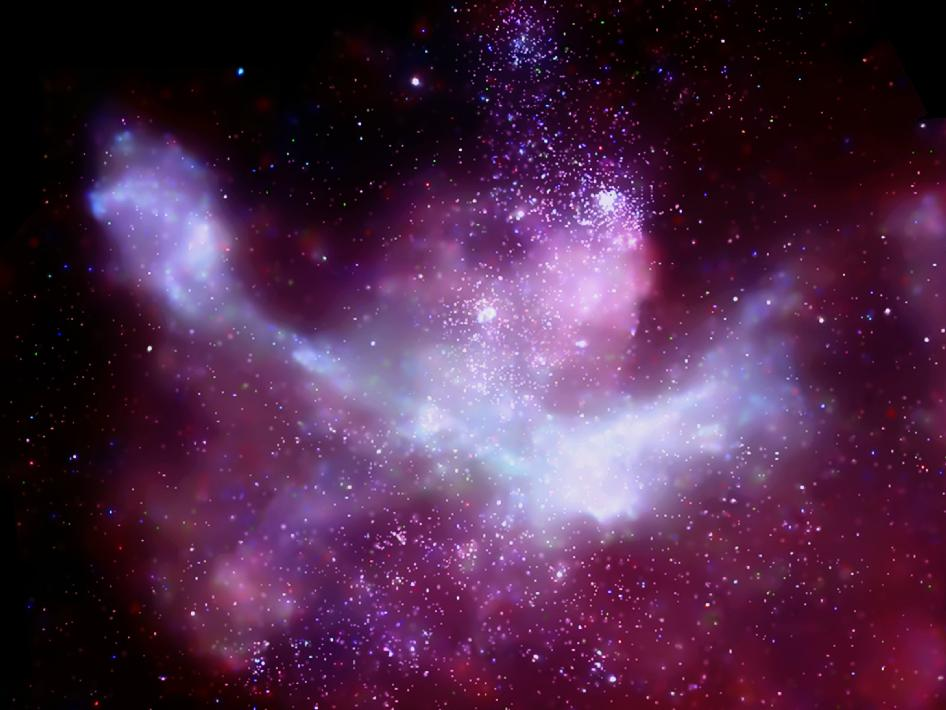
Immagine dell'associazione Carina OB1 . Trumpler 14 è il massiccio ammasso di stelle nella parte in alto a destra del centro.
Trumpler 14 visto dal Multi-conjugate Adaptive optics Demonstrator (MAD) montato sul Very Large Telescope (VLT) dell'ESO. L'immagine si basa su una combinazione di filtri K e H. Il campo visivo è di circa due arcominuti.